# CDレガネス
CDレガネス（Club Deportivo Leganés, S.A.D.）は、スペイン・マドリード州レガネスに本拠地を置くサッカークラブ。2024-25シーズンよりプリメーラ・ディビシオン(1部)に所属している。
1928年のクラブ創立以来ながらく全国規模のカテゴリーに上がれずにいたが、1992-93シーズンにセグンダ・ディビシオンに初昇格、その後1995年にかけて急速にプロ化と株式会社化を推進した。2003-04シーズンにはセグンダ・ディビシオンBに降格してしまうが、10年がかりで復帰しさらに2年後にはセグンダで準優勝し、初めてトップリーグに昇格した。

## 歴史
CDレガネスのチームとしての最初の試合は1928年7月1日に開催された。このクラブは1995年に亡くなった、高名なソシオ会員番号1番のフェリス・ペレス・デ・ラ・セルナと、初代会長のラモン・デル・イエロによって1928年6月23日に創設され、フェデラシオン・レヒオナル・セントロ（現・王立マドリー・サッカー連盟）に登録。1930年代までにプレフェレンテ（地域リーグ）の2部まで駆け上がった。しかしながら、1936年のスペイン内戦勃発によりクラブは10年間ものあいだ、活動休止を余儀なくされてしまう。
チームは1946年9月4日、カスティーリャ連盟への登録により再建され「セグンダ・カテゴリア・オルディナリア」に所属。その後1954-55シーズンに初めてテルセーラ・ディビシオンでプレーした。だが当時の彼らのレベルではこのカテゴリーで成功を収めるのは難しく、1960年代にはカテゴリア・レヒオナルに降格するが、地域リーグレベルでこれ以下のカテゴリーに転落することは防いでいた。同時期にCDレガネスは、1966年に完成した新本拠地「カンポ・ムニシパル・ルイス・ロドリゲス・デ・ミゲル」によって環境改善に成功した。このスタジアムは以降30年以上にわたってレガネスの本拠地であり続けた。
いっぽう経営面における最初の活性化材料は、カスティーリャ・ラ・マンチャ出身の実業家ヘスス・ポロ・ゴンサレスの到来であった。彼は1978年から2005年まで長く会長職を務め上げた。ゴンサレスの就任当時レガネスはやっとテルセーラの舞台に戻ったばかりであったが、レガネスの街が首都圏のベッドタウンとして持っている将来的成長性・投資価値はこれを補って余りあるものであった。1977年を最後にレガネスは一度もテルセーラ以下に降格することは無く、クラブ全体が質的向上を続け、その勢いのまま1986-87シーズンに3位となり初めてセグンダBに昇格した。会長以外にも、当時の功労者としてルイス・アンヘル・ドゥケ監督の名が挙げられる。ドゥケは1989-90シーズンからチームの指揮を執り、よりプロフェッショナルなカテゴリーへ上り詰めていくという意欲を持つ集団を作り上げた。
そして1992-93シーズン、レガネスはついにセグンダ・ディビシオンへの昇格を達成した。グループステージ(レギュラーシーズン)を突破した後、昇格プレーオフでエルチェ、ヘレス、パレンシアを相手に無敗を貫き、1993年6月27日にエルチェとのホームでの最終戦に3-0で勝利して昇格を確定させた。LFP管轄のカテゴリーに到達したということは、すなわちレガネスにとってスポーツ株式会社への脱皮を意味していた。この移行作業は、1995年9月21日にヘスス・ポロが最大の株主となる事で完了した。
レガネスはセグンダで11シーズンを過ごしたが、その初期の数シーズンは過酷であった。1994-95シーズンにはブービーに終わり本来なら降格しなければならなかったが、クラブ数が22まで拡大された恩恵に加え、パラモスCFが選手給与未払いで強制降格処分となったため、幸運にもレガネスは繰り上がりでセグンダ残留が認められた。1996-97シーズンには8位と大きく躍進、のちの昇格争いへの足掛かりとなった。1998年には新本拠地エスタディオ・ムニシパル・デ・ブタルケが完成。このピッチの上で後に有名選手となるカターニャ、サミュエル・エトオ、パチ・プニャルといった面々がレガネスの一員として下積み時代を送っていた。
2003-04シーズン、レガネスを突然の混乱が襲った。アルゼンチン人ミュージシャンのダニエル・グリンバンクがクラブを買収しホセ・ペケルマンをSDに、カルロス・アイマールを監督に迎え、チームに16人もの南米出身選手を所属させた。だがグリンバンクの運営会社は投資に見合う収益を得られず、冬を迎えるころにはプロジェクトを破棄せざるを得なくなった。そのうえ、スポーツ高等評議会によってグリンバンクが実際に株式を取得していない事が暴かれた。正式な大株主であるヘスス・ポロが会長の座に復帰したが、チームの混乱は収まらず19位でセグンダBに降格してしまった。
レガネスは1年での復帰を目指したが、セグンダB降格初年度では無理だった。地元財界で頭角を現し、ポロの後任として会長に就任したルベン・フェルナンデスはスポーツ・ビジネスマンとしては無能な人物であった。2008年世界同時不況の皺寄せもあって選手への給料未払いを引き起こすほど経営状態が悪化し、しかも資産を手元に残せない恐れも出てきていた。だが結果的には、2008年12月に別の地元の実業家フェリペ・モレノがCDレガネスを買収する事が決定し、その後さらに彼の妻であるマリア・ヴィクトリア・パヴォンが会長に就任。この2人の手によって負債は全て一掃され、抵当に入った資産も回復され、ソーシャルかつローカルな大衆によって運営される健全な状態へと、クラブの経営モデルを軌道修正することができた。ただ、それでもチーム状態まで良好化したわけではなかった。4シーズンで10人もの人物が監督を務めるという不安定な状況でもチームは2回昇格プレーオフに進出したが、いずれも敗退し悲願のセグンダ復帰はならなかった。
2013年、バスク人指揮官アシエル・ガリターノがレガネスの監督に就任すると、これが急激な成長の起点となった。堅い守備に重点を置いたプレースタイルで「ペピネーロス」は2013-14セグンダBのグルポⅡ2位となり、昇格プレーオフへ進出。準決勝まで勝ち進み、チリ人カルロス・アルヴァレスの決勝点でセントレ・デスポル・ロスピタレを2戦合計2-1で下し、セグンダ昇格を決めた。プロリーグ復帰初年度は10位とまずまずの成績だった。続く2015-16シーズンには最終節でパブロ・インスーアの得点でCDミランデスを破って2位となり、クラブ創設88年目で初のプリメーラ・ディビシオン昇格を達成。誰もが驚くセグンダBからの昇格後わずか2シーズンでの快挙だった。
2016-17シーズン、レガネスは初めてスペイン最高峰のカテゴリーでの戦いに挑み、目標の残留を17位という成績で達成した。続く2017-18シーズンはリーガでの2年連続残留に加え、コパ・デル・レイでインパクトを残した。準々決勝でレアル・マドリーをサンティアゴ・ベルナベウでの第2戦で0-1で下し、2戦合計2-2。アウェイゴールで勝り準決勝進出という大金星を挙げた。だが準決勝ではセビージャに敗れて敗退した。シーズン終了後、ガリターノ監督と主将のマルティン・マントヴァーニの退団が発表された。
2019-20シーズンは、開幕から低空飛行が続き、シーズン途中に監督がマウリシオ・ペジェグリーノからハビエル・アギーレに交代。更に2020年に入るとユセフ・エン＝ネシリがセビージャFCに、マルティン・ブライトバイテまでもがFCバルセロナに引き抜かれるという事態に遭遇。それでもチームはギリギリまで粘ったものの、勝利が必要だった最終節のレアル・マドリード戦に2-2で終わり、2部降格が決定した。
2023-24シーズン最終節のエルチェCF戦に勝利し、セグンダ優勝と4年ぶりのプリメーラ復帰を決めた。

## タイトル

### 国内タイトル
- セグンダ・ディビシオン:1回

2023-24
- セグンダ・ディビシオンB:1回

1993
- テルセーラ・ディビシオン:1回

1986

## 過去の成績
| シーズン | 部 | ディビジョン | 順位 | コパ・デル・レイ |
| -------- | -- | ------------ | ---- | ---------------- |
| 1981-82  | 4  | テルセーラ   | 6位  | 1回戦敗退        |
| 1982-83  | 4  | テルセーラ   | 16位 | 1回戦敗退        |
| 1983-84  | 4  | テルセーラ   | 7位  |                  |
| 1984-85  | 4  | テルセーラ   | 3位  |                  |
| 1985-86  | 4  | テルセーラ   | 1位  | 2回戦敗退        |
| 1986-87  | 4  | テルセーラ   | 3位  | 1回戦敗退        |
| 1987-88  | 3  | セグンダB    | 7位  | 2回戦敗退        |
| 1988-89  | 3  | セグンダB    | 8位  | 3回戦敗退        |
| 1989-90  | 3  | セグンダB    | 3位  |                  |
| 1990-91  | 3  | セグンダB    | 5位  | 2回戦敗退        |
| 1991-92  | 3  | セグンダB    | 8位  | 3回戦敗退        |
| 1992-93  | 3  | セグンダB    | 1位  | 2回戦敗退        |
| 1993-94  | 2  | セグンダ     | 15位 | 4回戦敗退        |
| 1994-95  | 2  | セグンダ     | 19位 | 4回戦敗退        |
| 1995-96  | 2  | セグンダ     | 8位  | 3回戦敗退        |
| 1996-97  | 2  | セグンダ     | 8位  | 2回戦敗退        |
| 1997-98  | 2  | セグンダ     | 13位 | 1回戦敗退        |
| 1998-99  | 2  | セグンダ     | 17位 | 2回戦敗退        |
| 1999-00  | 2  | セグンダ     | 13位 | 1回戦敗退        |
| 2000-01  | 2  | セグンダ     | 17位 | ベスト16         |

| シーズン | 部 | ディビジョン | 順位 | コパ・デル・レイ |
| -------- | -- | ------------ | ---- | ---------------- |
| 2001-02  | 2  | セグンダ     | 14位 | ベスト64         |
| 2002-03  | 2  | セグンダ     | 19位 | ベスト64         |
| 2003-04  | 2  | セグンダ     | 19位 | ベスト32         |
| 2004-05  | 3  | セグンダB    | 5位  | ベスト64         |
| 2005-06  | 3  | セグンダB    | 13位 |                  |
| 2006-07  | 3  | セグンダB    | 8位  |                  |
| 2007-08  | 3  | セグンダB    | 12位 |                  |
| 2008-09  | 3  | セグンダB    | 4位  |                  |
| 2009-10  | 3  | セグンダB    | 5位  | 1回戦敗退        |
| 2010-11  | 3  | セグンダB    | 4位  | 1回戦敗退        |
| 2011-12  | 3  | セグンダB    | 12位 | 2回戦敗退        |
| 2012–13  | 3  | セグンダB    | 2位  |                  |
| 2013-14  | 3  | セグンダB    | 2位  | 3回戦敗退        |
| 2014-15  | 2  | セグンダ     | 10位 | 2回戦敗退        |
| 2015-16  | 2  | セグンダ     | 2位  | ベスト32         |
| 2016-17  | 1  | プリメーラ   | 17位 | ベスト32         |
| 2017-18  | 1  | プリメーラ   | 17位 | 準決勝敗退       |
| 2018-19  | 1  | プリメーラ   | 13位 | ベスト16         |
| 2019-20  | 1  | プリメーラ   | 18位 | ベスト16         |
| 2020-21  | 2  | セグンダ     | 3位  | ベスト32         |